# Miloš Řezník
Miloš Řezník (ur. 1970 w Rychnovie nad Kněžnou) – czeski historyk.

## Życiorys
Absolwent historii na Uniwersytecie Karola w Pradze. Doktorat tamże w 1999 (Patriotyzm i tożsamości w Prusach Królewskich w XVII wieku). W latach 1995–1996 pracownik Ministerstwa Spraw Zagranicznych Republiki Czeskiej (referat Polski). W okresie 1998–2001 zatrudniony w Instytucie Historii Powszechnej na Uniwersytecie Karola w Pradze, 2001-2002 w Centrum Nauk Humanistycznych Historii i Kultury Europy Środkowo-Wschodniej w Lipsku, 2002-2014 na Uniwersytecie Technicznym w Chemnitz. Habilitacja w 2007 na Uniwersytecie Palackiego w Ołomuńcu (Polskie powstania narodowe, wymiany elit i tożsamość kolektywna, 1794-1864). Profesor od 2009 roku. W latach 2014-2024 dyrektor Niemieckiego Instytutu Historycznego w Warszawie. Jest prezesem Towarzystwa Naukowego Jabłonowskich w Lipsku, członkiem Instytutu Kaszubskiego w Gdańsku, Rady Naukowej im. Herdera w Marburgu oraz członkiem zagranicznym Polskiej Akademii Umiejętności w Krakowie.
Przetłumaczył z kaszubskiego na czeski życie i przygody Remusa Aleksandra Majkowskiego.

## Wybrane publikacje
- Pomoří mezi Polskem a Pruskem. Patriotismus a identity v Královských Prusech v době dělení Polska, Praha, Karolinum 2001.
- Za naši a vaši svobodu. Století polských povstání (1794–1864). Das Jahrhundert der polnischen Aufstände (1794–1864), Praha, Argo 2006.
- Polsko, Praha, Libri 2002.
- Bělorusko, Praha, Libri 2003.
- Formování moderního národa. Evropské „dlouhé“ 19. století, Praha, Triton 2003.
- Sasko, Praha, Libri 2005.
- Dějiny Polska v datech, Praha, Libri 2010.
- Neuorientierung einer Elite. Aristokratie, Ständewesen und Loyalität in Galizien (1772–1795), Frankfurt am Main, Peter Lang 2016.
- Dějiny Polska, Praha, Nakladatelství Lidové noviny 2017 (współautor).